# 구소국
구소국(狗素國)은 고대 한반도에 존재했던 국가로 마한 54개국 중 하나다. 백제 이름으로는 추자혜군(秋子兮郡)으로 남북국 시대 때에 추성군(秋成郡)으로 개칭되었으며, 무진주(武珍州)에 속해있었다. 지금의 전라남도 담양군으로 비정된다.

## 같이 보기
- 담양군